# Waldzell
Waldzell är en ort och kommun i Österrike. Den ligger i distriktet Ried im Innkreis i förbundslandet Oberösterreich, 220 kilometer väster om huvudstaden Wien. 
Kommunen består av 30 orter (Ortschaften) (inom parentes invånarantal 1 januari 2024):

- Bach (74)
- Baumgarten (31)
- Besendorf (42)
- Bleckenwegen (39)
- Brackenberg (88)
- Brandstatt (10)
- Brast (18)
- Breitwies (84)
- Dundeck (18)
- Edthelm (11)
- Födering (29)
- Gitthof (45)
- Hacksperr (76)
- Hartlberg (63)
- Höschmühl (28)
- Knechtsgern (58)
- Kohleck (78)
- Lerz (20)
- Maireck (59)
- Neffenedt (13)
- Nußbaum am Kobernaußer Walde (170)
- Reith (28)
- Roderer (48)
- Schratteneck (166)
- Schwendt (36)
- Straß (153)
- Waldzell (745)
- Weißenbrunn (28)
- Wirglau (37)
- Wirmling (22)